# András Toma
András Toma (05/12/1925 – 30/03/2004) là một cựu binh người Hungary bị bắt bởi Hồng quân Liên Xô năm 1945, được phát hiện từng sống trong một nhà tù tại Liên bang Nga năm 2000. Ông được cho là tù nhân chiến tranh cuối cùng của Chiến tranh thế giới thứ hai được hồi hương .
Bởi vì không biết tiếng Nga và không ai trong bệnh viện nói tiếng Hungary, dường như ông không có bất kỳ cuộc trò chuyện nào trong suốt hơn 50 năm.

## Cuộc sống
Toma mồ côi mẹ khi mới 4 tuổi. Ông sống tại làng Sulyánbokor, gần Nyíregyháza, khi ông nhập ngũ năm 1944. Đơn vị chiến đấu của ông đã chiến đấu quanh Auschwitz và Kraków. Ông bị bắt ngày 11/01/1945 và được đưa qua Ukraine và Belarus trước khi đến trại Boksitogorsk (Бокситогорск) gần Sankt-Peterburg. Do bị ốm, ông được đưa từ Boksitogorsk đến một bệnh viện quân sự tại một căn cứ khác ở Bistrjag (Быстряги) cách xa 1.000 km về phía đông. Tháng 01/1947, ông được chuyển đến một bệnh viện tâm thần ở Kotelnich (Котельнич) sau khi binh lính trại giam cho rằng ông bị điên khi ông liên tục nói trong sự hoảng loạn một thứ tiếng mà không có tù binh hay binh lính nào hiểu bởi vì toàn bộ hồ sơ lý lịch của ông khai báo khi bị phía Liên Xô bắt giữ lại bị thất lạc và người đàn ông Hungary này đã bị đưa nhầm vào trại giam của lính Đức – nơi không có bất cứ ai nói tiếng Hungary và tất nhiên là binh lính Liên Xô canh gác tại các trại tù binh của Đức cũng không có ai biết thứ tiếng kỳ lạ này. Ông được tuyên bố là đã chết vào năm 1954.
Toma đã sống dưới cái tên András Tamás (Андраш Тамаш). Một chuyên gia ngôn ngữ học đã đến bệnh viện và xác định ông là người Hungary nói tiếng Hungary cổ từ thế kỷ 20, ngay lập tức Nga gạch khỏi bệnh án của Andea Toma căn bệnh tâm thần do hội chứng chiến tranh và liên hệ với chính quyền Hungary để trả người. Tháng 08/2000, ông trở về Hungary và sống với gia đình sau kết quả xét nghiệm DNA trùng khớp. Chính quyền Hungary tỏ ra rất cảm kích với nỗi khổ mà Toma phải chịu đựng trong suốt nửa thế kỷ qua, và vì liên tục thực hiện nghĩa vụ quân sự nên số tiền lương tích lũy hàng chục năm chưa trả của ông đã được Bộ Quốc phòng trả đầy đủ với 55 năm lương của ông. Toma, năm 74 tuổi, chuyển đến sống với người chị Anna, người đã chăm sóc cho đến khi ông qua đời vào năm 2004.